# (9569) Quintenmatsijs
(9569) Quintenmatsijs est un astéroïde de la ceinture principale.

## Description
(9569) Quintenmatsijs est un astéroïde de la ceinture principale. Il fut découvert le 11 février 1988 à La Silla par Eric Walter Elst. Il présente une orbite caractérisée par un demi-grand axe de 2,43 UA, une excentricité de 0,19 et une inclinaison de 5,5° par rapport à l'écliptique.

## Compléments